# Destani Wolf
Destani Wolf je americká zpěvačka. V lezech 1999–2005 působila ve skupině O-maya a následně s několika dalšími členy této skupiny zpívá v AguaLibre. Rovněž působí ve svou a cappella souborech SoVoSo' a Slammin All-Body-Band. Své první sólové album nazvané Again and Again vydala v roce 2006. Roku 2015 následovalo EP s názvem Peek Away. Rovněž zpívala doprovodné vokály na albech dalších interpretů, mezi které patří Matisyahu, The Pharcyde nebo John Cale.

## Diskografie
Sólová
- Again and Again (2006)
- Peek Away (EP; 2015)

Ostatní
- Bridges (SoVoSo', 2001)
- Cantigas de Capoeira (Mestre Acordeon, 2001)
- Precious (SoVoSo', 2001)
- Come to Me (Gregory James Band, 2003)
- Earthtones (Crown City Rockers, 2004)
- The Mirrors of Life (Ray Sandoval, 2004)
- Humboldt Beginnings (The Pharcyde, 2004)
- Seasonings (SoVoSo', 2005)
- Then & Now (SoVoSo', 2005)
- Louder Than Fiction (Rico Pabon, 2006)
- Tranquilidad Cubana (Urban Legend, 2006)
- BodyRock (Crown City Rockers, 2008)
- The Day After Forever (Crown City Rockers, 2009)
- Tropical Techniques (Urban Legend, 2010)
- Extra Playful (John Cale, 2011)
- Red Line Radio (Headnodic, 2011)
- Spark Seeker (Matisyahu, 2012)
- The Iguana (Headnodic, 2013)
- Asere Ko (John Calloway, 2016)
- You've Got Me (Sara Lovell, 2016)
- Alma Matters (Alma Matters, 2017)
- Wild Is Everywhere (Sara Lovell, 2018)
- Black Koala (Raashan Ahmad & Rita J, 2021)
- Let's Stay Together (Night Owls, 2021)
- Mercy (John Cale, 2023)